# Hilde Krahwinkel Sperling
Hilde Krahwinkel, zamężna Sperling (ur. 26 marca 1908 w Essen, zm. 7 marca 1981 w Helsingborgu) – niemiecka tenisistka, trzykrotna zwyciężczyni międzynarodowych mistrzostw Francji.

## Kariera tenisowa
Wysoka, praworęczna zawodniczka była w czołówce światowej w latach 30., regularnie mieszcząc się w najlepszej dziesiątce rankingu pisma „Daily Telegraph”, w 1936 na 2. miejscu jedynie za Amerykanką Helen Jacobs. Jest wymieniana obok Steffi Graf i Cilly Aussem jako jedna z najlepszych tenisistek niemieckich. Przez kilkadziesiąt lat należał do niej rekord siedmiu (z rzędu) triumfów w międzynarodowych mistrzostwach Niemiec (1933-1939), który poprawiła dopiero 9-krotna zwyciężczyni imprezy Graf.
Krahwinkel odnosiła także sukcesy w turniejach poza granicami Niemiec. W latach 1935–1937 pozostawała niepokonana w mistrzostwach Francji, w trzech finałach z rzędu pokonując reprezentantkę gospodarzy Simone Mathieu. Podobnym wyczynem – trzy wygrane z rzędu w mistrzostwach Francji – pochwalić się mogą jedynie Helen Wills Moody (1928–1930) i Monica Seles (1990-1992). W 1935 Krahwinkel była także w tym turnieju w finale debla (w parze z Idą Adamoff), przegrywając z Margaret Scriven i Kay Stammers. W Wimbledonie dwukrotnie docierała do finału w grze pojedynczej, ale w 1931 przegrała niemiecki finał z Cilly Aussem, a w 1936 uległa 2:6, 6:4, 5:7 Helen Jacobs. W 1935 przegrała wimbledoński finał debla (w parze z Mathieu) do Elizabeth Ryan i Fredy James. Jedyny triumf na kortach Wimbledonu odniosła w grze mieszanej w 1933, partnerując rodakowi Gottfriedowi von Crammowi. Trzy lata wcześniej w finale miksta z Danielem Prennem uległa Jackowi Crawfordowi i Elizabeth Ryan.
W 1935 wygrała prestiżowe międzynarodowe mistrzostwa Włoch w Rzymie. Miała już wówczas obywatelstwo duńskie, które przyjęła po wyjściu za mąż za Svenda Sperlinga w 1933, zatrudnionego w firmie produkującej sprzęt tenisowy. W Danii przeżyła II wojnę światową. Startowała w turniejach także w okresie powojennym, ale już nie odnosząc poprzednich sukcesów.
Była jedną z najtrudniejszych przeciwniczek dla Polki Jadwigi Jędrzejowskiej. Jędrzejowska przegrywała z Krahwinkel regularnie, pierwsze zwycięstwo (po prawie dziesięciu porażkach) odnosząc dopiero w 1938 w finale turnieju na trawie w londyńskim Queen’s Clubie. We wspomnieniach Urodziłam się na korcie Polka tak charakteryzowała rywalkę i swoje kłopoty w pojedynkach z nią: „Była to bardzo wysoka zawodniczka o długich nogach i rękach. W trzech krokach potrafiła znaleźć się przy siatce. Hilda umiała mnie zawsze wybić z uderzenia, a wtedy bywałam bezradna”. Przełamawszy kompleks Niemki, Jędrzejowska pokonała ją ponownie w finale Queen’s Clubu w 1939. Jeszcze raz te rywalki spotkały się w lipcu 1948 w finale międzynarodowych mistrzostw Szwecji w Bastad, ale tym razem górą była Krahwinkel Sperling 6:8, 6:0, 6:1.
W 2013 roku została przyjęta do Międzynarodowej Tenisowej Galerii Sławy.

## Osiągnięcia w turniejachwielkoszlemowych
- mistrzostwa Francji
  - gra pojedyncza – wygrane 1935, 1936, 1937
  - gra podwójna – finał 1935 (z Idą Adamoff)
- Wimbledon
  - gra pojedyncza – finały 1931, 1936
  - gra podwójna – finał 1935 (z Simone Mathieu)
  - gra mieszana – wygrana 1933 (z Gottfriedem von Crammem), finał 1930 (z Danielem Prennem)

Finały singlowe w turniejach wielkoszlemowych
- Wimbledon 1931 – 2:6, 5:7 z Cilly Aussem
- mistrzostwa Francji 1935 – 6:2, 6:1 z Simone Mathieu
- mistrzostwa Francji 1936 – 6:3, 6:4 z Simone Mathieu
- Wimbledon 1936 – 2:6, 6:4, 5:7 z Helen Jacobs
- mistrzostwa Francji 1937 – 6:2, 6:4 z Simone Mathieu